# 黄锡全
黄锡全（1950年12月12日—），男，汉族，湖北江陵人，中国钱币学家、古文字学家。

## 生平
1950年12月12日（农历十一月初四），黄锡全出生于湖北省江陵县（今荆州市）。后进入北京大学历史系考古专业学习，于1975年8月本科毕业。本科期间，黄锡全参加了北京房山琉璃河西周遗址、湖北黄陂盘龙城商代城址及江陵纪南城遗址的田野发掘。
1975年8月，黄锡全到湖北省博物馆工作，担任文物考古队副队长，参与主持了湖北随州曾侯乙墓及江陵纪南城遗址的考古发掘工作。1978年10月，黄锡全离开湖北省博物馆，考取了吉林大学历史系的研究生，师从于省吾教授，其后分别于1981年和1984年获历史学硕士和博士学位。
1985年，黄锡全到武汉大学历史系执教，任考古专业教研室副主任及研究生导师，分别于1988年8月和1993年5月晋升副教授和教授。1993年10月，离开武汉大学。在武大期间，黄锡全到杭州参加了《殷墟甲骨刻辞摹释总集》和《殷墟甲骨刻辞类纂》编纂项目。
1993年11月，黄锡全进入中国钱币博物馆工作。其后历任中国钱币博物馆副馆长、馆长。

## 社会兼职
兼任中国钱币学会学术委员会副主任，中国钱币学会副理事长、秘书长，《中国钱币》杂志编委会主任，《中国钱币丛书》主编，国际钱币与银行博物馆委员会执委会委员，国家文物鉴定委员会委员，中国博物馆学会、中国古文字研究会与中国殷商文化学会理事等职务。

## 奖项和荣誉
- 美国王安汉学奖助金[1]
- 国家教育委员会颁发的全国首届高校出版社优秀学术专著奖[1]
- 论文《三晋两周小方足布的国别及有关问题初论》获中国钱币学会第二届优秀学术成果“金泉奖”（中国钱币学术最高奖）[2]
- 与他人合著的《殷墟甲骨刻辞摹释总集》获1992年全国古籍出版优秀图书一等奖
- 与他人合著的《殷墟甲骨刻辞类纂》获1992年吉林省社会科学优秀成果一等奖